# Municipio de Hebron (Pensilvania)
El municipio de Hebron (en inglés: Hebron Township) es un municipio ubicado en el condado de Potter en el estado estadounidense de Pensilvania. En el año 2000 tenía una población de 622 habitantes y una densidad poblacional de 5 personas por km².

## Geografía
El municipio de Hebron se encuentra ubicado en las coordenadas 41°50′00″N 78°01′59″O / 41.83333, -78.03306.

## Demografía
Según la Oficina del Censo en 2000 los ingresos medios por hogar en la localidad eran de $43,229 y los ingresos medios por familia eran $45,556. Los hombres tenían unos ingresos medios de $35,417 frente a los $25,714 para las mujeres. La renta per cápita para la localidad era de $20,101. Alrededor del 6,2% de la población estaban por debajo del umbral de pobreza.